# 4. Flotte (Japanisches Kaiserreich)
Die 4. Flotte des Japanischen Kaiserreichs (japanisch 第四艦隊 Dai-Yon Kantai) war eine Flotte der Kaiserlich Japanischen Marine. Sie wurde erstmals in der Meiji-Zeit aufgestellt und bis zur frühen Shōwa-Zeit noch zwei Mal reorganisiert.

## Vorgeschichte
Zum ersten Mal wurde die 4. Flotte am 14. Juni 1905 unter dem Kommando von Vizeadmiral Dewa Shigetō aufgestellt, um die Landung der Armee auf Sachalin am Ende des Russisch-Japanischen Krieges zu unterstützen. Sie wurde bereits am 20. Dezember des Jahres wieder aufgelöst.
Am 20. Juli 1935 fand die zweite Aufstellung der 4. Flotte statt. Sie diente allerdings nur zur Feinddarstellung während einer großen Marineübung und war darauf zeitlich begrenzt. Sie erlitt am 26. September 1935 schwere Schäden, als sie 400 Kilometer östlich vor Sanriku in einen heftigen Taifun geriet.
Die zweite reguläre Aufstellung der 4. Flotte war am 20. Oktober 1937, um die Armee an der Nordküste Chinas während des Zweiten Japanisch-Chinesischen Kriegs zu unterstützen. Der Oberbefehlshaber bis zum 15. November 1938 war Vizeadmiral Toyoda Soemu, danach übernahm Vizeadmiral Hibino Masaharu das Kommando.

## Dritte Aufstellung
Am 15. November 1939 wurde die damalige 4. Flotte in 3. Chinesische Expeditionsflotte umbenannt und die neue Einheit wurde innerhalb der japanischen Marine hauptsächlich für die Untersuchung und Verteidigung von zu errichtenden Stützpunkten auf den Südseeinseln zuständig. Obwohl der Name erhalten blieb, handelt es sich tatsächlich um einen komplett neuen Flottenverband. Oberbefehlshaber war zu diesem Zeitpunkt Vizeadmiral Eikichi Katagiri.
Nach ihrer Aufstellung war die 4. Flotte zunächst eine unabhängige Flotte unter der direkten Kontrolle des kaiserlichen Hauptquartiers und war innerhalb der Kombinierten Flotte eine Einheit zur Kriegsführung im Ausland.
Unmittelbar nach der Neuorganisation bestand die Flotte nur aus den zwei Wasserflugzeugtendern Chitose und Kamoi sowie den zwei Zerstörern Mutsuki und Mochizuki.
Nach der Schlacht um Midway unterlief die japanische Marine am 14. Juli 1942 eine vollständige Reorganisation. Die 4. Flotte, jetzt unter dem Befehl von Vizeadmiral Inoue Shigeyoshi in Truk, bestand aus dem Kreuzer Kashima (Flaggschiff der Flotte), dem Minenleger Tokiwa, dem 2. Geleitgeschwader mit dem Kreuzer Yubari und den Zerstörern der 29. Zerstörerdivision Yūzuki, Oite, Asanagi und Yūnagi, sowie zwei Hilfskanonenbooten und der 4., 5. und 6. Base-Force mit leichten Einheiten sowie Hilfsschiffen.

## Schlachten der 4. Flotte im Pazifikkrieg
Von der Basis auf dem Truk-Atoll und Kwajalein (U-Boot-Basis) wurden Einsätze auf den Süd-Philippinen, während der Schlacht um Guam und Wake, den Gilbertinseln, Ost-Neuguinea, dem Bismarck-Archipel und den Salomonen durchgeführt.
Anfang März 1942 war die 4. Flotte während der Operation SR mit fünf Transportschiffen im Einsatz und beförderte das 2. Bataillon des 144. Infanterieregiments von General Horii Tomitarō und die 2. Maizuru Spezialmarinelandungseinheit nach Lae und Salamaua im Südosten Neuguineas.
Die Seeoperationen für die geplante Landung bei Port Moresby in der Operation MO, Ende April, Anfang Mai 1942, oblagen ebenfalls der 4. Flotte. Die 4. Flotte ersuchte beim Oberkommando für die geplante Operation um Verstärkung ihrer See- und Luftstreitkräfte. Daher wurde ihr zusätzlich der Flottenflugzeugträger Kaga, die Leichten Flugzeugträger Shōhō und Zuihō, die 5. Kreuzerschwadron sowie die 7. und 20. Zerstörerschwadron zugeteilt. Weitergehende Verhandlungen erbrachten den Austausch der Kaga, die zu diesem Zeitpunkt in Sasebo im Trockendock repariert wurde, gegen die beiden Träger Shōkaku und Zuikaku. In der Folge entwickelte sich am 7. und 8. Mai die Schlacht im Korallenmeer.
Schiffe der 4. Flotte waren auch an der Operation RI beteiligt, bei der am 21. Juli 1942 bei Gona eine Landungseinheit an Land gebracht werden konnte.
Nach Reorganisation wurden die Flotten im Südseeraum neu aufgeteilt und die 4. Flotte, jetzt unter dem Decknamen Nanyang-Einheit, war für die Sicherheit und den Schutz des Seeverkehrs in Richtung Südsee verantwortlich. Am 1. November 1943 löste der Leichte Kreuzer Nagara die Kashima als Flaggschiff ab.
Nach dem Verlust der Basis auf Truk am 17. und 18. Februar 1944 ging die Bedeutung der 4. Flotte als Flottenstützpunktgarnison verloren.
Am 4. März 1944 reorganisierte die japanische Marine die Flotten des Zentralpazifikraums und Saipan wurde der neue Stützpunkt der 4. Flotte.
In der Schlacht um Saipan wurde das Flottenkommando des zentralen Pazifikraums Anfang Juli 1944 vernichtet und die 4. Flotte, die in einem abgelegenen Gebiet zurückgelassen wurde, konnte vom japanischen Festland aus nicht mehr mit Nachschub versorgt werden und zwang jede ihrer Einheit, sich bis zum Ende des Krieges selbst zu versorgen. Sie war von den Kriegshandlungen bis zum Kriegsende abgeschnitten.
| Direkt unterstellt                                     | Kreuzerdivision 18 Konteradmiral Marumo Kuninori | Minenlegerdivision 19 Konteradmiral Shima Kiyohide | Zerstörergeschwader 6 Konteradmiral Kajioka Sadamichi                                     | Zerstörergeschwader 6 Konteradmiral Kajioka Sadamichi                                     |
| Kashima (Flaggschiff) 12 Transporter bzw. Kanonenboote | Tenryū Tatsuta                                   | Okinoshima Tokiwa Tsugaru Tenyo Maru               | Yūbari                                                                                    | Yūbari                                                                                    |
| Kashima (Flaggschiff) 12 Transporter bzw. Kanonenboote | Tenryū Tatsuta                                   | Okinoshima Tokiwa Tsugaru Tenyo Maru               | Zerstörerdivision 29                                                                      | Zerstörerdivision 30                                                                      |
| Kashima (Flaggschiff) 12 Transporter bzw. Kanonenboote | Tenryū Tatsuta                                   | Okinoshima Tokiwa Tsugaru Tenyo Maru               | Oite Hayate Asanagi Yūnagi                                                                | Mutsuki Kisaragi Yayoi Mochizuki                                                          |
| U-Bootgeschwader 7 Konteradmiral Ōnishi Shinzō         | U-Bootgeschwader 7 Konteradmiral Ōnishi Shinzō   | U-Bootgeschwader 7 Konteradmiral Ōnishi Shinzō     | 24. Luftflottille Vizeadmiral Gotō Eiji                                                   | 24. Luftflottille Vizeadmiral Gotō Eiji                                                   |
| Jingei                                                 | Jingei                                           | Jingei                                             | Yokohama-Marineluftgeschwader Chitose-Marineluftgeschwader Kamoi Kamikawa Maru Goshu Maru | Yokohama-Marineluftgeschwader Chitose-Marineluftgeschwader Kamoi Kamikawa Maru Goshu Maru |
| U-Bootdivision 26                                      | U-Bootdivision 27                                | U-Bootdivision 33                                  | Yokohama-Marineluftgeschwader Chitose-Marineluftgeschwader Kamoi Kamikawa Maru Goshu Maru | Yokohama-Marineluftgeschwader Chitose-Marineluftgeschwader Kamoi Kamikawa Maru Goshu Maru |
| Ro-60 Ro-61 Ro-62                                      | Ro-65 Ro-66 Ro-67                                | Ro-63 Ro-64 Ro-68                                  | Yokohama-Marineluftgeschwader Chitose-Marineluftgeschwader Kamoi Kamikawa Maru Goshu Maru | Yokohama-Marineluftgeschwader Chitose-Marineluftgeschwader Kamoi Kamikawa Maru Goshu Maru |

| Stützpunktgruppe 3 (Palau)                                                           | Stützpunktgruppe 4 (Truk) Vizeadmiral Moizumi Shinichi                                                                                         | Stützpunktgruppe 5 (Saipan) Konteradmiral Kasuga Atsushi                                               | Stützpunktgruppe 6 (Kwajalein) Konteradmiral Yatsushiro Sukeyoshi                                                                           |
| Kanonenbootdivision 4 Minensuchdivision 13 U-Jagddivision 55 16. Marinefliegergruppe | Kanonenbootdivision 5 Kanonenbootdivision 6 Minensuchdivision 14 U-Jagddivision 56 U-Jagddivision 57 U-Jagddivision 58 17. Marinefliegergruppe | Kanonenbootdivision 7 Minensuchdivision 15 U-Jagddivision 59 U-Jagddivision 60 18. Marinefliegergruppe | Kanonenbootdivision 8 Minensuchdivision 16 U-Jagddivision 62 U-Jagddivision 63 U-Jagddivision 64 U-Jagddivision 65 19. Marineluftgeschwader |

## Führung

### Oberbefehlshaber
| Nr.            | Dienstgrad und Name            | Bild           | Amtszeit            | Amtszeit          |
| Nr.            | Dienstgrad und Name            | Bild           | Beginn der Amtszeit | Ende der Amtszeit |
| 1. Aufstellung | 1. Aufstellung                 | 1. Aufstellung | 1. Aufstellung      | 1. Aufstellung    |
| -------------- | ------------------------------ | -------------- | ------------------- | ----------------- |
| 1.             | Vizeadmiral Dewa Shigetō       |                | 14. Juni 1905       | 20. Dezember 1905 |
| 2. Aufstellung |                                |                |                     |                   |
| 1.             | Vizeadmiral Toyoda Soemu       |                | 20. Oktober 1937    | 15. November 1938 |
| 2.             | Vizeadmiral Hibino Masaharu    |                | 15. November 1938   | 15. November 1939 |
| 3. Aufstellung |                                |                |                     |                   |
| 1.             | Vizeadmiral Katagiri Eikichi   |                | 15. November 1939   | 15. November 1940 |
| 2.             | Vizeadmiral Takasu Shirō       |                | 15. November 1940   | 11. August 1941   |
| 3.             | Vizeadmiral Inoue Shigeyoshi   |                | 11. August 1941     | 26. Oktober 1942  |
| 4.             | Vizeadmiral Samejima Tomoshige |                | 26. Oktober 1942    | 1. April 1943     |
| 5.             | Vizeadmiral Kobayashi Masami   |                | 1. April 1943       | 19. Februar 1944  |
| 6.             | Vizeadmiral Hara Chūichi       |                | 19. Februar 1944    | 15. August 1945   |

### Chef des Stabes
| Nr.            | Dienstgrad und Name                              | Amtszeit            | Amtszeit          |
| Nr.            | Dienstgrad und Name                              | Beginn der Amtszeit | Ende der Amtszeit |
| 1. Aufstellung | 1. Aufstellung                                   | 1. Aufstellung      | 1. Aufstellung    |
| -------------- | ------------------------------------------------ | ------------------- | ----------------- |
| 1.             | Kapitän zur See Yamaya Tanin                     | 14. Juni 1905       | 20. Dezember 1905 |
| 2. Aufstellung |                                                  |                     |                   |
| 1.             | Kapitän zur See / Konteradmiral Kobayashi Masami | 20. Oktober 1937    | 1. September 1938 |
| 2.             | Kapitän zur See / Konteradmiral Oka Arata        | 1. September 1938   | 15. November 1939 |
| 3. Aufstellung |                                                  |                     |                   |
| 1.             | Konteradmiral Kishi Fukuji                       | 15. November 1939   | 10. Oktober 1941  |
| 2.             | Konteradmiral Shikazo Yano                       | 10. Oktober 1941    | 1. November 1942  |
| 3.             | Konteradmiral Shunsaku Nabeshima                 | 1. November 1942    | 6. Januar 1944    |
| 4.             | Konteradmiral Sumikawa Michio                    | 6. Januar 1944      | 30. März 1944     |
| 5.             | Konteradmiral Arima Kaoru                        | 30. März 1944       | 12. August 1944   |
| 6.             | Konteradmiral Sumikawa Michio                    | 12. August 1944     | 2. September 1945 |